# Pangrama

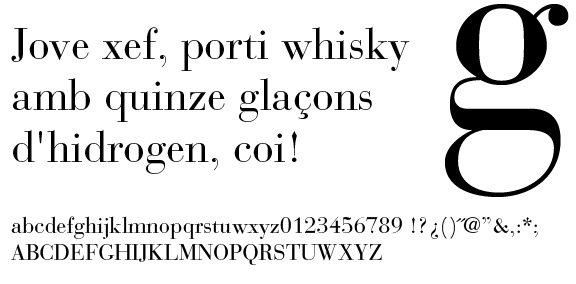
Pangrama en català.

Un pangrama (del grec: παν γραμμα, 'totes les lletres') o frase holoalfabètica és una frase o sintagma amb sentit complet que té totes les lletres de l'alfabet d'una llengua. S'usen sobretot en tipografia, per a mostrar tots els tipus de grafies d'una font, provar equips, desenvolupar habilitats amb l'escriptura, cal·ligrafia o tecleig i com a joc de paraules. Les condicions per fer un bon pangrama és que la construcció sigui versemblant i com més curta millor, per evitar les repeticions de lletres al màxim.
En cert sentit, el pangrama és l'oposat al lipograma, on la intenció és ometre una o més lletres.
Un exemple de pangrama en català derivat d'una proposta de Màrius Serra és: «Jove xef, porti whisky amb quinze glaçons d'hidrogen, coi!». Aquest pangrama conté els 26 caràcters bàsics de l'alfabet llatí i la ce trencada, però, no pas la ela geminada ni cap vocal accentuada o amb dièresi. Un exemple que sí que inclou totes les anteriors és: «Despús-ahir el pingüí bèl·lic atenyé aïrat l'emú esquifit i menjà zelós xoriç, òvid i kiwi».
El pangrama en anglès més conegut és «The quick brown fox jumps over the lazy dog». S'ha usat des d'almenys el segle xix i fou usat per Western Union per a provar el aparells de comunicació Telex / TWX. Actualment s'usa en programes informàtics (principalment el visors de lletres del MS Windows) per a mostrar tipus de lletra a l'ordinador.
Existeixen pangrames en qualsevol llengua que usi un sistema alfabètic per a escriure. Un exemple de pangrama en alemany és «Victor jagt zwölf Boxkämpfer quer über den großen Sylter Deich», que conté totes les lletres, incloent-hi les vocals amb umlaut (ä, ö, ü) i la ß. S'ha usat des d'abans del 1800.